# Winona Lake
Winona Lake is een plaats (town) in de Amerikaanse staat Indiana, en valt bestuurlijk gezien onder Kosciusko County.

## Demografie
Bij de volkstelling in 2000 werd het aantal inwoners vastgesteld op 3987.
In 2006 is het aantal inwoners door het United States Census Bureau geschat op 4273, een stijging van 286 (7.2%).

## Geografie
Volgens het United States Census Bureau beslaat de plaats een oppervlakte van
8,4 km², waarvan 7,5 km² land en 0,9 km² water.

## Plaatsen in de nabije omgeving
De onderstaande figuur toont nabijgelegen plaatsen in een straal van 16 km rond Winona Lake.